# Kanat de Mongòlia
|  | Aquest article tracta sobre la nació que es va independitzar de l'Imperi Qing el 1911. Vegeu-ne altres significats a «Imperi Mongol». |

El Kanat de Mongòlia  (en mongol Богд хаант Монгол улс) va ser una monarquia establerta en l'actual Mongòlia entre 1911 i 1924, amb un interregne entre 1919 i 1920. El seu governant va ser el Buda Vivent Jebtsundamba Kutuktu VIII, conegut també com a Bogd Khan, que va rebre el títol de kan. També aquesta nació va ser coneguda com el Kanat de Bogd Khan.

## Història
En arribar el segle xx, el colonialisme protagonitzat per les potències occidentals en Àsia oriental havien debilitat seriosament la influència de la dinastia Qing. El descontentament del poble mongol i del clergat lamaista amb l'abandonament de les autoritats imperials xineses en la Mongòlia Exterior havia generat un creixent suport a una declaració d'independència. Amb la Revolució Xinhai a l'octubre de 1911, els nobles de la Mongòlia Exterior van prendre la decisió d'autodeterminar-se i no ser dependents tant de l'Imperi Qing com de l'Imperi Rus, que tenia intencions d'exercir la seva esfera d'influència a la regió.
El desembre de 1911, la màxima autoritat de la regió, el Buda Vivent Jebtsundamba Kutuktu VIII es va proclamar emperador (kan) de la nova nació, que seria una monarquia absoluta teocràtica i lamaista i va anunciar la secessió de l'Imperi Qing, prenent el nom de Bogd Khan. El 1913, Mongòlia va establir una aliança i un acte de reconeixement amb el Tibet, que també va declarar la seva independència de l'Imperi Qing a través del Tractat d'amistat i aliança entre el govern de Mongòlia i el Tibet.
Entre els principals objectius que cercava inicialment el kanat de Mongòlia es trobaven el reconeixement internacional i la unificació del kanat amb la regió de Mongòlia Interior, que encara pertanyia a la República de la Xina. Ambdós objectius van ser impossibles, ja que les potències occidentals preferien seguir mantenint relacions comercials amb la Xina, que estava afeblida, i si es reconeixia Mongòlia, això causaria la fi d'aquestes relacions. Igualment, la República de la Xina no va voler reconèixer la independència de les regions secessionistes de Mongòlia Exterior i Tibet i les va considerar com a parts íntegres del seu territori.
Amb el Tractat de Khalkha de 1915, la República de la Xina li reconeix certa "autonomia" a Mongòlia Exterior, però no es va ratificar la unió de Mongòlia Exterior i Interior, atès que s'adduïa que a Mongòlia Interior hi havia una gran població de l'ètnia han i que es podrien produir disputes ètniques entre ambdues ètnies (han i mongol).
Amb l'esclat de la Revolució Russa el 1917 i la caiguda de l'Imperi rus, la República de la Xina va voler enfortir la seva presència a Mongòlia, a fi i efecte d'evitar un acostament de la regió a l'esfera soviètica. El 1919 les autoritats xineses revocaren l'"autonomia" als mongols i envaïren la regió, ocupant Ulan Bator, desmantellant el kanat i posant al Bogd Khan sota arrest domiciliari. No obstant això, el 1920 durant la Guerra Civil Russa, un oficial de l'Exèrcit Blanc anomenat Roman Ungern von Sternberg va penetrar a Mongòlia, va expulsar les forces xineses i va restaurar el poder del kanat i al Bogd Khan com a monarca. No obstant això, Ungern von Sternberg va voler cogovernar Mongòlia de manera repressiva i brutal, amb l'objectiu de fundar un nou gran imperi com l'antic Imperi Mongol.
Això va generar un descontentament entre la població mongol, que va organitzar als nacionalistes i socialistes, els quals fundarien el Partit Revolucionari del Poble de Mongòlia amb la finalitat de provocar una revolució (tot imitant el moviment rus) i amb l'objectiu d'establir una nació mongola independent amb l'ajuda de la Unió Soviètica. L'Exèrcit Roig juntament amb l'exèrcit de la República de l'Extrem Orient es van unir als mongols i van aconseguir expulsar Ungern i les forces de l'Exèrcit Blanc. El juliol de 1921 el Bogd Khan va acceptar establir una monarquia constitucional amb un govern dominat pel Partit del Poble Mongol i amb un reconeixement internacional per part de la Unió Soviètica, que a partir d'aleshores gaudiria d'una influència important.
La monarquia va acabar el 1924 amb la mort del Bogd Khan i els comunistes van declarar que no existia una novena reencarnació de Jebtsundamba Kutuktu. Posteriorment la nació va ser convertida en la República Popular de Mongòlia i es va tornar en un estat satèl·lit de la Unió Soviètica.